# Chaetoderma incrassatum
Chaetoderma incrassatum är en svampart som först beskrevs av Malençon, och fick sitt nu gällande namn av Malençon 1982. Chaetoderma incrassatum ingår i släktet Chaetoderma och familjen Stereaceae.   Inga underarter finns listade i Catalogue of Life.